# Wereldemojidag
Wereldemojidag is een sedert 2014 internationaal gevierde dag waarop het gebruik van emoji's wordt gevierd. De reden dat deze dag is gekozen is vanwege het feit dat de kalender-emoji (📅) in iOS (en enkele andere besturingssystemen) deze dag aangeeft. 
Wereldemojidag wordt gebruikt voor diverse emoji-gerelateerde evenementen. Zo werd op 17 juli 2016 The Emoji Movie aangekondigd en op 17 juli 2017 kondigde het Londense Royal Opera House aan om twintig bekende opera's en balletten in emoji-vorm online te zetten.